# Robin Laycock
Robin Laycock (* 23. August 1957) ist ein ehemaliger kanadischer Eishockeyspieler.

## Karriere
Aus der Nachwuchsmannschaft der Calgary Canucks in der Alberta Junior Hockey League kommend, wechselte er 1978 zur Mannschaft der University of Calgary. Danach wechselte er 1979 seinen Bruder Bob Laycock folgend nach Deutschland zum TSV Straubing in die 2. Bundesliga. Nach einer weiteren Saison wechselte er in die Bundesliga zum EV Landshut für die Saison 1981/82. Nach der nächsten Saison in Landshut, wo er Deutscher Meister wurde, spielte er 1983/84 zusammen mit seinem Bruder Rick Laycock beim EHC Olten in der Schweiz und spielte erst zur Saison 1984/85 wieder in Rosenheim beim Sportbund DJK Rosenheim. Die darauffolgende Saison spielte er noch einmal bei der University of Calgary in der CIAU.